# La tuerca
La Tuerca fue un programa cómico argentino emitido entre 1965 y 1974, y luego relanzado en 1982 y en 1989, con el mismo elenco original.

## Historia
El programa se inició en blanco y negro, emitido por canal 13. 
Entre los sketchs, se interpretaba a una banca de jubilados; la pelea de una familia porque quería que se casara su hija; un mensajero que debía ser enviado a hablar con varias personas en un departamento y así corría de un lugar a otro; y el vecino que nunca terminaba de plantar un árbol en la vereda por causa de la burocracia, entre otros.
La tira semanal nocturna se convirtió en un éxito y varios actores ganaron premios por su participación allí.[cita requerida] En 1969 recibieron un premio Martin Fierro como mejor programa humorístico. 
En 1974 se terminó el ciclo original. La última temporada fue emitida por Canal 9.

## Segunda época
Reapareció en 1982, con la presencia estelar de Tristán, el que protagonizaba dos sketchs (la mordida y uno donde tenía visiones de una vedette que lo seducía (Naanim Timoyko), pero todo terminaba cuando reaparecía en escena su esposa, interpretada por Carmen Vallejos). Hacia 1989, regresa a la pantalla en canal 2, con casi todo el elenco original.  Esta última temporada recreó el trámite del arbolito con Joe Rigoli y Tino Pascali, también la plaza de los Jubilados y la "Mordida" pero protagonizada por Carlitos Scazziotta. Otro de los pasajes representaba a una dependencia donde las empleadas (Nelly Láinez y Carmen Vallejo) no querían atender a nadie y sólo hablar entre ellas, y se burlaban de un abogado que advertía que llevaría su expediente al Congreso.
Los videotapes son reemitidos por el canal Volver.

## Elenco principal
- Alberto Anchart
- Vicente Rubino
- Osvaldo Pacheco
- Tono Andreu
- Gogó Andreu
- Nelly Láinez
- Joe Rígoli
- Rafael Carret
- Guido Gorgatti
- Carlitos Scazziotta
- Carmen Vallejo
- Pepe Díaz Lastra
- Mauricio Morris
- Ismael Echevarría ¨El Tehuelche¨
- Tino Pascali
- Julio López
- Osvaldo Canónico
- Oscar Viale
- Silvia Balán
- Délfor Medina
- Dorita Burgos
- Tincho Zabala
- Marcos Zucker
- Gino Renni
- Tristán
- Dalma Milebo
- Selva Mayo
- Dina Pardes
- Nilda Scovone
- Naanim Timoyko

### Equipo en canal 13
Desde 1965 salió al aire en la pantalla de canal 13 con este plantel:
- Libros: Jorge Basurto, Juan Carlos Mesa, Carlos Garaycochea, Juan Peregrino (Seud. Héctor Maselli)
- Escenografía: Horacio De Lázzari
- Iluminación: José V. Barcia / Francisco Palau / Carlos H. Ochoa
- Asistente: Julio Ileana
- Producción y dirección artística: Héctor Maselli
- Dirección: Luis A. Weintraub / Roberto Denís / Pedro Pablo Bilán / Manuel Vicente / Carmelo Santiago / Federico Padilla / Gerardo Mariani

### Equipo en Canal 11
Desde 1972, pasó a canal 11:
- Libro: Oscar Viale / Scalise / Juan Peregrino / Ángel Pace
- Producción y dirección artística: Héctor Maselli
- Escenografía: Mario Vasta
- Asistente de dirección: Manolo Bravo
- Dirección: Mario Musacchio
- Idea: Héctor Maselli

### Guionistas
- Autores guionistas (hasta 1972): Jorge Basurto, Oscar Viale, Juan Carlos Mesa, Juan Peregrino.
- Autores guionistas (desde 1972 a 1982 inclusive): Jorge Basurto, Carlos Garaycochea, Angel Pace, Oscar Viale, Juan Peregrino.
- Autores guionistas (1989): Angel Pace, Jorge Basurto, Juan Peregrino.